# Bolesław Bork
Bolesław Bork (kaszub. Bòlesłôw Bòrk, ur. 9 kwietnia 1923 w Zbychowie, zm. 18 listopada 2017 w Wejherowie) – polski nauczyciel, pisarz, poeta, dokumentalista, historyk, działacz społeczny związany z regionem Kaszub.

## Życiorys
Bolesław Bork urodził się 9 kwietnia 1923 roku w Zbychowie. Będąc uczniem miejscowej szkoły otrzymywał stypendium im. Przebendowskich. W 1936 roku rozpoczął naukę w gimnazjum w Wejherowie, przerwaną przez wojnę.
W latach okupacji niemieckiej w 1942 roku znalazł się w Goslar, w górach Harzu, w 1943 roku w Konstancji, następnie w Donaueschingen, na wyspie Meinau i we Fryburgu.
W 1944 roku przemierzył szlak we francuskim regionie Franche-Comté, gdzie walczyli polscy partyzanci, począwszy od miasteczka Dole przez Besançon, Belfort po Épinal. Przebywał następnie na holenderskiej wyspie Walcheren na Morzu Północnym w miejscowości Domburg. Na plaży w Dunkierce nad kanałem La Manche uległ wypadkowi przy pracach budowlanych i znalazł się w szpitalu w mieście Schwerin.
Po wojnie podjął pracę w Nadleśnictwie Gniewowo, a następnie w 1952 zdał maturę w Liceum Pedagogicznym w Gdańsku Oliwie. W 1968 ukończył Studium Nauczycielskie w Bydgoszczy. W 1975 otrzymał dyplom studiów wyższych Instytutu Kształcenia Nauczycieli w kierunku historii w Warszawie.
Był kierownikiem szkół w Koleczkowie, Chwaszczynie (1954–1955) i Bojanie (1959–1984). Po odejściu na emeryturę mieszkał w Bojanie, a następnie w Rekowie Górnym.
Zmarł 18 listopada 2017 roku w Wejherowie. Jego grób znajduje się na cmentarzu parafialnym w Redzie przy ulicy Gdańskiej.

## Działalność
Pełnił funkcję opiekuna społecznego cmentarza wojennego w Bojanie oraz mogiły i obelisku poświęconego pamięci partyzantów „Gryfa Pomorskiego” poległych w walce nad Ślężą.
Był także kierownikiem i prelegentem Uniwersytetu Powszechnego w Bojanie. Pełnił również funkcje sekretarza, a potem kierownika OSP w Bojanie.
Długoletni członek Zrzeszenia Kaszubsko-Pomorskiego, w latach 1982–1992 był prezesem oddziału Zrzeszenia w Koleczkowie, w gminie Szemud.
Jest autorem wielu artykułów, m.in. na temat historii Kaszub i regionu w magazynie „Pomerania” i „Jantarowe Szlaki”. Był inicjatorem i współtwórcą miesięcznika „Lesôk”, a także współpracownikiem regionalnego magazynu „Naji Gochë”, na którego łamach zamieszczał opracowania historyczne oraz poezję.
Opracował, wraz z córką, herb gminy Szemud.
Jego artykuły historyczne w czasopiśmie „Mówią Wieki” są wymieniane jako materiały do nauki historii i wiedzy o społeczeństwie.
Jego opowiadania są na liście lektur programu nauczania języka kaszubskiego w szkole podstawowej (Rozporządzenie MEN z dnia 14 lutego 2017, Dz.U. z 2017 r. poz. 356), w podręcznikach do nauki języka kaszubskiego dla gimnazjum i szkół ponadgimnazjalnych, a także pojawiły się na egzaminie maturalnym z języka kaszubskiego.
12 kwietnia 2023 roku bibliotece publicznej w Bojanie nadano imię Bolesława Borka.

## Książki
- Nad Sleżą: Zarys walk Kaszubów lesockich, Gdańsk: Zrzeszenie Kaszubsko-Pomorskie, Oddział Gdańsk, 1978[32] – opisuje w niej walki Kaszubów z okupantem w czasie II wojny światowej[4][6]
- Ścieżki bezdroża i drogi, Gdańsk: Zrzeszenie Kaszubsko-Pomorskie, Oddział Gdańsk, 1984, ISBN 83-00-00574-9[33] – wspomnienia i opowiadania z lat 1930–1970; historia, kultura i zwyczaje kaszubskiej wsi[4][6]
- Piesnodzej lesocczëch strón, Bojan: Zrzeszenie Kaszubsko-Pomorskie, Oddział Szemud, 1992[34] – praca o księdzu Leonie Heykem[4][6]
- Kronika działalności Koleczkowskiej Rodziny Kombatanckiej w latach 1967–1975, Bojano 1997[35]
- Twierdzą był im każdy próg: opowieść historyczna, Wejherowo: Muzeum Piśmiennictwa i Muzyki Kaszubsko-Pomorskiej, 1998, ISBN 83-901354-7-7[36] – powieść historyczna nagrodzona w konkursie im. Jana Drzeżdżona[4][6]
- Kaszubski rok obrzędowy – sztuka nagrodzona w konkursie widowisk dramatycznych[4][6]
- Ruch strażacki w gminie Szemud, Rada Gminy Szemud, 1999, ISBN 83-910163-1-5[4][37]
- Wśród jezior i lodowców: Moja druga podróż po Europie Środkowej[38] Bojano, 1999
- Lesôcczé pòwiòstczi ë jiné dokôzë, Wejherowo: Muzeum Piśmiennictwa i Muzyki Kaszubsko-Pomorskiej, 2002, ISBN 83-916244-3-9[39]
- Bolesław Bork, Tomasz Żmuda-Trzebiatowski, Stanisław Janke, Legendy Ziemi Wejherowskiej. Òpòwiednie Wejrowsczi Zemi, Gdańsk: Wydawnictwo Bit, 2003, ISBN 83-912374-2-7[40]
- (współautor) Słownik biograficzny konspiracji pomorskiej 1939–1945, Toruń: Fundacja „Archiwum i Muzeum Pomorskie Armii Krajowej oraz Wojskowej Służby Polek”, 2004, ISBN 83-88693-04-2[41] – Bolesław Bork zamieścił tu około 30 biogramów partyzantów kaszubskich[5]

### Monografie
- Kielno. Przeszłość i teraźniejszość wsi lesôckich w literaturze i pamięci mieszkańców. Zeszyt 1, Zrzeszenie Kaszubsko-Pomorskie, Oddział Szemud, 1992[42][43]
- Koleczkowo, Przeszłość i teraźniejszość wsi lesôckich w literaturze i pamięci mieszkańców. Zeszyt 2, Zrzeszenie Kaszubsko-Pomorskie, Oddział Szemud, 1993[44]
- Bojan. Przeszłość i teraźniejszość wsi lesôckich w literaturze i pamięci mieszkańców. Zeszyt 3, Zrzeszenie Kaszubsko-Pomorskie, Oddział Szemud, 1993[45]
- Kamień, Grabowiec, Przetoczyno. Przeszłość i teraźniejszość wsi lesôckich w literaturze i pamięci mieszkańców. Zeszyt 4, Zrzeszenie Kaszubsko-Pomorskie, Oddział Szemud, 1993[46]
- Łężyce z przysiółkami i krótką wanogą po Wiczlinie. Przeszłość i teraźniejszość wsi lesôckich w literaturze i pamięci mieszkańców. Zeszyt 5, Rada Gminy Wejherowo, 1994
- Bieszkowice, Piekiełko, Piński. Przeszłość i teraźniejszość wsi lesôckich w literaturze i pamięci mieszkańców. Zeszyt 6, Rada Gminy Wejherowo, 1994[47]
- Zbychowo i Reszki. Przeszłość i teraźniejszość wsi lesôckich w literaturze i pamięci mieszkańców. Zeszyt 7, Rada Gminy Wejherowo, 1994[48]
- Nowy Dwór Wejherowski, Gniewowo i Sopieszyno. Przeszłość i teraźniejszość wsi lesôckich w literaturze i pamięci mieszkańców. Zeszyt 8, Rada Gminy Wejherowo, 1994[49]
- Szemud. Sztandar i herb gminy na tle dziejów wsi, parafii i samorządu lokalnego. Zeszyt 10, Zrzeszenie Kaszubsko-Pomorskie, Oddział Szemud, 1994[50]
- Na Lesôkach. Zeszyt 11, Bojan: Zrzeszenie Kaszubsko-Pomorskie, Oddział Szemud, 1995[51]
- Rekowo Górne, poznaj ziemię wybraną, Zeszyt 1 cyklu Zeszyty gminy Puck, Puck 2002
- Warzno. Przeszłość i teraźniejszość wsi lesôckich w literaturze i pamięci mieszkańców, Gmina Szemud, 2004[52]
- Gmina Szemud w starych fotografiach, Wójt Gminy Szemud, 2010[53]

## Nagrody i wyróżnienia

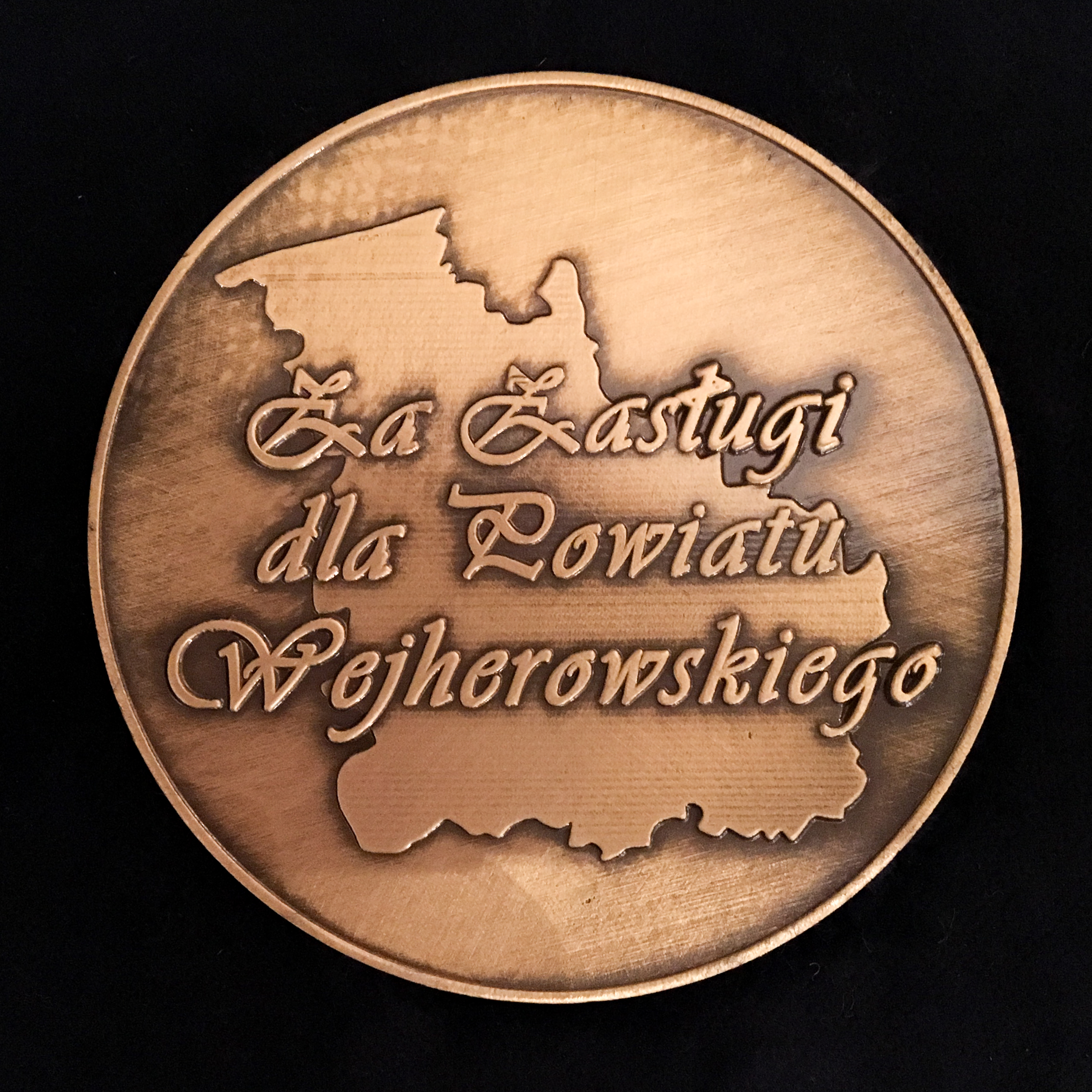
Medal „Za Zasługi dla Powiatu Wejherowskiego”

- Specjalne wyróżnienie w II Ogólnopolskim Konkursie Prozatorskim imienia Jana Drzeżdżona w 1997 roku za powieść historyczną Twierdzą był im każdy próg[4][54], a następnie w V[55] i VI edycji konkursu za Lesôcczé pôwiôstczi ë jiné dokôzë[56]
- II nagroda w konkursie widowisk dramatycznych za sztukę Kaszubski rok obrzędowy[4]
- Honorowy Medal 50-lecia Zrzeszenia Kaszubsko-Pomorskiego w 2007 roku[57]
- Nagroda specjalna w 2009 roku[58], III nagroda za prozę w 2011 roku[59][60][61] i nagroda specjalna w 2013 roku[62] w Ogólnopolskim Konkursie Literackim im. Mieczysława Stryjewskiego.
- Nagroda Remusa za „bezcenne osiągnięcia w dziedzinie twórczości artystycznej oraz upowszechnienia i ochrony kultury” w 2011 roku[63]
- Statuetka Gryfa Kaszubskiego w 2015 roku[64]
- Medal „Za Zasługi dla Powiatu Wejherowskiego” w 2017 roku[5][65][66]
- Medal „Srebrna tabakiera Abrahama” w 2017 roku[67]